# The Slaughter Rule
The Slaughter Rule is een Amerikaans sportdrama uit 2002 onder regie van Alex Smith en Andrew J. Smith, die ook het scenario schreven. De film werd genomineerd voor de juryprijs op het Sundance Film Festival 2002 en voor de Independent Spirit Award 2003 voor producties met een budget tot $500.000,-.

## Verhaal
Roy Chutney wordt een paar dagen voor de dood van zijn vader uit het Americanfootballteam van zijn school gezet. Dan komt hij Gideon Ferguson tegen, die op zoek is naar spelers voor zijn footballteam. Er ontstaan een hechte relatie tussen Roy en Gideon. Ook in de liefde gaat het Roy ineens goed af, wanneer hij Skyla ontmoet.

## Rolverdeling
| Acteur       | Personage             |
| ------------ | --------------------- |
| Ryan Gosling | Roy Chutney           |
| David Morse  | Gideon 'Gid' Ferguson |
| Clea DuVall  | Skyla                 |
| David Cale   | Floyd aka Studebaker  |
| Eddie Spears | Tracy Two Dogs        |
| Kelly Lynch  | Evangeline Chutney    |
| Amy Adams    | Doreen                |